# Segítség, válnak a szüleim! (A legszörnyűbb évem)
A Segítség, válnak a szüleim! (A legszörnyűbb évem) (eredeti címén My Horrible Year) egész estés amerikai televíziós film. A forgatókönyvet P.J. McIlvaine írta, Eric Stoltz rendezte, a zenéjét Richard Band szerezte, a főszerepekben Allison Mack és Karen Allen látható. A Millbrook Farm Productions készítette, a Finnkino, a Mainostelevisio, a Paramount Filmes do Brasil, a Paramount Home Entertainment és a Showtime Networks forgalmazta. Amerikában 2001. július 4-én a televízióban vetítették le, 2002. október 15-én pedig DVD-n adták ki.
Magyarországon szintén a televízióban 2007. november 7-én a TV2-n adták le.

## Szereplők
| Szereplő               | Színész(nő)        | Magyar hang | Leírás |
| ---------------------- | ------------------ | ----------- | ------ |
| Nicola 'Nik' Faulkner  | Allison Mack       |             |        |
| Belinda Faulkner       | Karen Allen        |             |        |
| 'Babyface' Hamilton    | Caterina Scorsone  |             |        |
| Eugene 'Mouse' Donovan | Dan Petronijevic   |             |        |
| Edwina Funkhouser      | Francesca Scorsone |             |        |
| Charlie                | Eric Stoltz        |             |        |
| Marion                 | Mimi Rogers        |             |        |
| Zack Bomback           | J. Adam Brown      |             |        |
| Mr. Birdwell           | Jack Duffy         |             |        |